# Лісевець
Лісевець (пол. Lisewiec, нім. Lissau bei Kahlbude) — село в Польщі, у гміні Кольбуди Ґданського повіту Поморського воєводства.
Населення — 283 особи (2011).
У 1975-1998 роках село належало до Гданського воєводства.

## Демографія
Демографічна структура станом на 31 березня 2011 року:
|          | Загалом | Допрацездатний вік | Працездатний вік | Постпрацездатний вік |
| -------- | ------- | ------------------ | ---------------- | -------------------- |
| Чоловіки | 135     | 33                 | 95               | 7                    |
| Жінки    | 148     | 33                 | 99               | 16                   |
| Разом    | 283     | 66                 | 194              | 23                   |